# شقار صيني
الشقّار الصيني نوع نباتي ينتمي إلى جنس الشقّار من الفصيلة الحوذانية.

## البيئة والانتشار
موطنه الصين.